# Trentepohlia patens
Trentepohlia patens är en tvåvingeart som beskrevs av Alexander 1967. Trentepohlia patens ingår i släktet Trentepohlia och familjen småharkrankar. Inga underarter finns listade i Catalogue of Life.